# Shake Milton

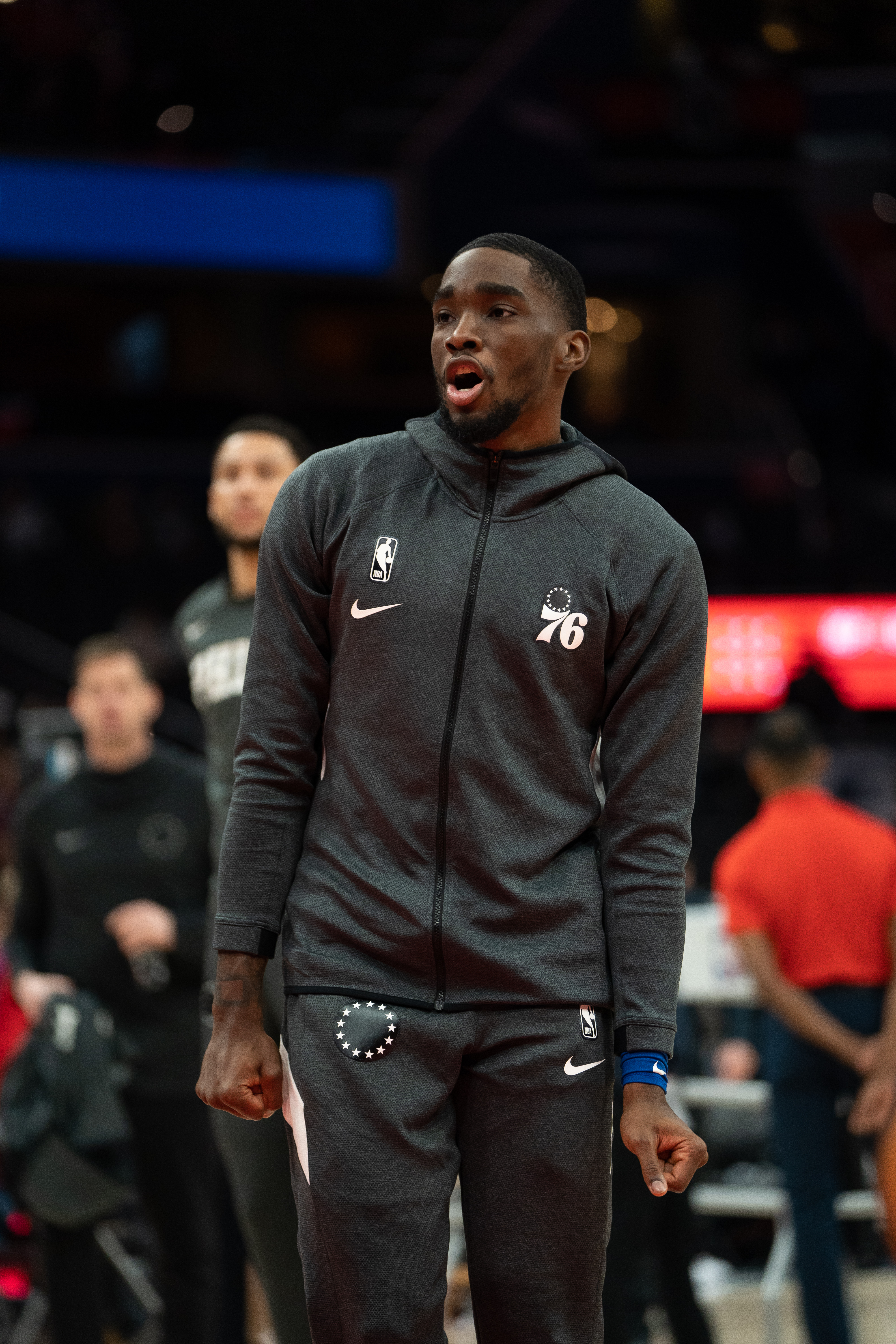
Shake Milton, 2019.

Malik Benjamin "Shake" Milton, född 26 september 1996 i Bartlesville i Oklahoma, är en amerikansk professionell basketspelare (G/SF) som spelar för Los Angeles Lakers i National Basketball Association (NBA). Han har tidigare spelat för Philadelphia 76ers, Minnesota Timberwolves, Detroit Pistons, New York Knicks och Brooklyn Nets.
Milton draftades av Dallas Mavericks i andra rundan i 2018 års draft som 54:e spelare totalt.
Innan han blev proffs studerade Milton vid Southern Methodist University och spelade för deras idrottsförening SMU Mustangs.